# Charmes (Vosges)
Charmes é uma comuna francesa na região administrativa de Grande Leste, no departamento de Vosges. Estende-se por uma área de 23,49 km². Em 2010 a comuna tinha 4 755 habitantes (densidade: 202,4 hab./km²).